# Mist Falls
Mist Falls – wodospad położony w Stanach Zjednoczonych, w Oregonie w hrabstwie Multnomah. Wodospad leży na Mist Creek, dopływie rzeki Kolumbia, niedaleko jego ujścia gdzie Kolumbia tworzy kanion w Górach Kaskadowych. Wodospad nie jest widoczny z drogi turystycznej wiodącej dnem kanionu (ang. Columbia Gorge Scenic Highway), jednak widać do z niżej położonej autostrady międzystanowej I-84 (Benson State Park). Ponadto prowadzi do niego szlak tworzący około dwukilometrową pętlę. Jadąc drogą turystyczną od zachodu wodospad leży około 0,4 km za Wahkeena Falls i 1,4 km przed Multnomah Falls. 
Wodospad składa się z dwóch części. Górna spada swobodnie i ma 91 m wysokości, natomiast dolna ma charakter kaskadowy. Średnia szerokość wodospadu to dwa metry. Jest położony na wysokości 206 m n.p.m.